# Mühlenfließ
Mühlenfließ est une commune allemande de l'arrondissement de Potsdam-Mittelmark, Land de Brandebourg.

## Géographie
Mühlenfließ se situe dans le Fläming, entre les parcs naturels de Nuthe-Nieplitz et de Hoher Fläming.
La commune comprend les quartiers de Haseloff-Grabow, Nichel, Niederwerbig et Schlalach.
| Linthe     | Brück       | Alt Bork       |
| Bad Belzig | Mühlenfließ |                |
| Niemegk    |             | Treuenbrietzen |

Mühlenfließ se trouve sur la Bundesstraße 102.

## Histoire
La commune de Mühlenfließ est créée le 1er juillet 2002 de la fusion volontaire des communes de Haseloff-Grabow, Nichel, Niederwerbig et Schlalach.

## Personnalités liées à la commune
- Matthias von Oppen (de) (1565-1621), personnalité protestante.